# Biografiearbeit

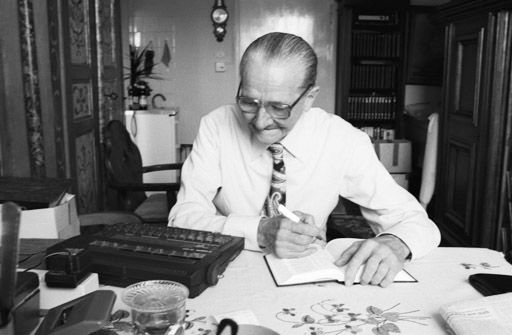
Ein Bewohner eines Altenheims dokumentiert und resümiert seine eigene Biografie

Biografiearbeit ist eine strukturierte Form zur Selbstreflexion der Biografie in einem professionellen Setting. Die Reflexion einer biografischen Vergangenheit dient ihrem Verständnis in der Gegenwart und einer möglichen Gestaltung der Zukunft. Dabei wird die individuelle Biografie in einem gesellschaftlichen und historischen Zusammenhang gesehen. Aus dieser Sichtweise ließen sich zukünftige Handlungspotenziale entwickeln.

## Ziele
Das vom US-Amerikaner Robert Neil Butler (1927–2010) entwickelte Konzept einer Lebensrückschau (englisch Life Review) besagt, dass viele Menschen mit zunehmendem Alter den Wunsch verspürten, dem vergangenen Leben einen Sinn zu geben. Die Auseinandersetzung mit der eigenen Vergangenheit könne persönliche Sicherheit geben, das Selbstvertrauen stärken und dabei helfen, die schwierigen Situationen des Älterwerdens  besser zu bewältigen. Eine Beurteilung der erlebten Vergangenheit aus nachträglicher Sicht könne zu einer Integration der Biografie führen. Jene Diskrepanz, welche sich aus einem damaligen Wollen und dem tatsächlichen Lebenslauf ergäbe, könne aufgehoben oder zumindest geringer werden. Drei Ziele der Biografiearbeit sind erkennbar:
1. Stärkung
  - Fähigkeit erwerben, sich mit der eigenen Vergangenheit auseinanderzusetzen
  - Mut zum Erzählen vermitteln
  - Gedächtnisinhalte der älteren Generationen als verborgene Schätze wahrnehmen
2. Rekonstruktion
  - individuelle Geschichten wiederbeleben
  - ganzheitliches Verständnis für die eigene Biografie erlangen
3. Integration
  - positives Verarbeiten versöhnt Brüche, Widersprüche und Scheitern
  - gewonnene Erkenntnisse werden zu einer Ressource für die Zukunft gemacht

## Methoden
Bei der Biografiearbeit werden die drei Zeitformen nach John McTaggart einbezogen:
- Erinnerung an die Vergangenheit als Lebensbilanz
- Begleitung in der Gegenwart als Lebensbewältigung
- Perspektive für die Zukunft als Lebensplanung

In einer zeitlichen Sichtweise geht es um eine Bilanzierung vergangener Lebensleistungen, um eine Integration von Lebenserfahrungen in ein gegenwärtiges Selbstbild und in der Lebensplanung um eine Entscheidungsfindung zukünftiger Aktionen. Das zeitliche und methodische Paradigma verfolgt dabei das Ziel, ein individuelles Gefühl eines Zusammenhanges (Kohärenz) herauszubilden. Durch diese Kohärenz wird die persönliche Identität als eine in sich zusammenhängende Einheit empfunden.
Es werden zwei Vorgehensweisen unterschieden:
1. Zur gesprächsorientierten Biografiearbeit zählen Einzel- und Gruppengespräche, welche zu vorgegebenen Themen angeboten werden. Es können Themen wie z. B. Feste, Feiertage, Schulzeit, Familienleben behandelt werden.
2. Die aktivitätsorientierte Biografiearbeit zeichnet sich durch aktive Tätigkeiten aus. Beispiele sind das Singen  bekannter traditioneller Lieder mit anschließendem Gespräch, Museumsbesuche, handwerkliche Aktivitäten, Basteln. Auch das Ausführen alltäglicher Handlungen, z. B. den Tisch zu decken, kann dazugehören.

In beiden Arbeitsweisen können Familienangehörige einbezogen und Techniken der systemischen Therapie eingesetzt werden wie klientenzentrierte Gesprächsführung, aktives Zuhören und Familienaufstellung. Eine alternative Technik ist die biographisch-narrative Gesprächsführung, die sich aus der qualitativen Forschungsmethode des narrativen Interviews entwickelt hat. Die aus der Biografieforschung stammenden kommunikativen Regeln werden auf eine professionelle Biografiearbeit übertragen.
Ein weiterer methodischer Ansatz ist die Darstellung des jeweiligen Lebenslaufs in einer ganzheitlichen Betrachtungsweise. Hierzu können biografischen Daten aus einzelnen Lebensbereichen gesammelt werden:
- Soziale Situation:
  - Familienverhältnisse, Bezugspersonen, gesellschaftliche Beziehungen, Einkommen und Vermögen.
- Kulturbiografie:
  - Kulturelle Herkunft, persönliche Traditionen, Ess-, Wohn-, Freizeitkultur.
- Körper- und Öko-Biografie:
  - Eigene Körper, Wege zur Sexualität, Natur, Umwelt, Stadt und Land, Kindheit.
- Glaubensbiografie:
  - Mythologische Elemente, Religion, Spiritualität, Gottesbilder.
- Persönlichkeitsbiografie:
  - Kognition, Emotion, Verhalten, Bewältigung.
- Bildungsbiografie:
  - Schule, Studium, Wissen, Techniken, Weiterbildung.

## Anwendungsfelder

### Soziale Gerontologie
Im Bereich der sozialen Gerontologie ist die Biografiearbeit eine angewandte Methode, die mit Hilfe biografischer Elemente auf spielerisch-künstlerische Art und Weise eine Vielzahl von Erfahrungen, Begegnungen, Erfolgen, Misserfolgen, Trennungen, Krankheiten und anderen Ereignisse untersucht, um einen möglichen inneren Zusammenhang aller Ereignisse entdecken zu können.
Mit dem Alter, besonders bei Demenz, nimmt das Erinnerungsvermögen ab. Biografiearbeit ist dann ein Schlüssel zu noch vorhandenen Fähigkeiten, die es bewusst zu fördern gilt, um sie noch möglichst lange zu erhalten. In der Vergangenheit war die Altenhilfe nämlich auf das ausgerichtet, was ein alter Mensch nicht mehr kann. Dieser defizitäre Ansatz soll von einer aktivierenden Pflege abgelöst werden: Der Fokus wurde vermehrt darauf gerichtet, was der alte Mensch kann, welche Kompetenzen er noch hat. Es stellt sich die Frage: Wie wurde der Mensch zu dem was er ist? Um dieser Frage nachzugehen, müssen möglichst vielfältige Informationen aus der Biografie eines alten Menschen gesammelt werden, um methodisch einen Lebenslauf zu entwickeln.
In diesem Zusammenhang kann es förderlich sein, visuelle Anreize zu schaffen: Beispielsweise können sichtbare Erinnerungsecken mit vertrauten Objekten (Mobiliar, Familienbilder, bibliophile Bücher, Lebenskiste) die Erinnerungen wachhalten, zurückrufen und eine Verständigung erleichtern.
Auch der von Sigrid Hofmaier entwickelte „Ich-Pass“ knüpft an die Biografie an und ist eine Ressource für die Pflege von Dementen. Im „Ich-Pass“ sind u. a. biografische Elemente und persönliche Vorlieben festgehalten. Diese Informationen unterstützen eine auf die Gewohnheiten und Wünsche des Demenzkranken angepasste Pflege.

### Weitere Anwendungsfelder
Biografiearbeit kann auch im Bereich der Arbeit mit psychisch kranken Menschen oder Menschen mit geistiger Behinderung wichtige Akzente zur Spurensuche und Stärkung des Identitäts-Gefühls des Betroffenen setzen. Es gibt außerdem Ansätze biografischen Arbeitens mit Menschen mit Migrationshintergrund. Auch junge Menschen können bereits Partner biografischen Arbeitens sein.
Eine Person, deren Tätigkeit bei den hier genannten Zielgruppen liegt, kann für sich selbst die Biografiearbeit anwenden, um speziell das eigene Helfermotiv oder allgemein die Motivation zur Berufswahl erkennen zu können. Gerade für den Wechsel von Nähe und Distanz in professionellen Beziehungen (Sozialpädagogik, Sozialarbeit, Pflege) bringt Biografiearbeit oftmals einen Erkenntnisgewinn, der die Sichtweise auf die eigene Tätigkeit positiv beeinflusst. So lassen sich emotionale Blockaden rational erkennen, beispielsweise eine Übertragung, die in diesem Satz zum Ausdruck kommt: „Nun weiß ich, an wen der Klient mich erinnert. An meinen Onkel väterlicherseits, den ich nie so wirklich habe leiden können.“

## Spezielle Kritik
Kritik an dem Begriff Biografiearbeit wird aus zwei Richtungen vorgetragen: Berufsfeldbezogen die fehlende Konsequenz der Umsetzung und wissenschaftstheoretisch die mangelnde Fundierung oder scheinbare Therapiebezogenheit.
Eine vom Ansatz her richtige Einbeziehung der Biografiearbeit in die Pflege wird nicht alternativ gesehen, sondern es werden einzelne Schritte für die Pflegeplanung benannt. Im Berufsalltag fehlt häufig eine stringente Begründung für die Notwendigkeit einer Biografiearbeit: Soll sich das Pflegepersonal mit Aufgaben befassen, die scheinbar zusätzlich als angenehm oder hilfreich angesehen werden, wenn bereits Grundbedürfnisse wie regelmäßige Nahrungsaufnahme, Sozialkontakte und Bewegung zu kurz kommen, weil Finanzierungen nicht gesichert sind. Diese Argumentation verlangt nach einer Handlungsanweisung bezogen auf einen definierten Nutzen, der im Rahmen der vorgeschriebenen Qualitätssicherung erforderlich ist.
Der Begriff Biografiearbeit postuliert den greifbaren Nutzen einer Beschäftigung mit der Lebensgeschichte, welcher weder für pflegerisch/medizinisches Personal noch für die betroffenen Personen durch eine Evaluation nachgewiesen wurde. Die Kritik relativiert die Forderung nach einem erheblichen Zeitaufwand an einer Stelle, wo bereits wenige, einfach zu sammelnde Informationen für eine beiderseits befriedigende Kommunikation sorgen könnten. Damit akzeptiert diese Kritik das Prinzip einen aus der Lebensgeschichte her begründeten und unterschiedlich hohen Pflegeaufwand, der allerdings klarer definiert werden sollte.